# Espatodea
L'espatodea (Spathodea campanulata) és l'única espècie del gènere monotípic Spathodea, inclòs a la família de les bignoniàcies (Bignoniaceae), dins del clade de les angiospermes. És un arbre natiu de l'Àfrica tropical.

## Característiques
És un arbre gran d'entre 7 i 25 m d'alçada originari de l'Àfrica tropical. És molt apreciat com a arbre ornamental a parcs i jardins de les zones tropicals arreu del món a causa de les seves flors grans i brillants, similars a tulipes, i de color roig ataronjat. En alguns llocs aquest arbre s'ha tornat una espècie invasora, arraconant arbres autòctons en els boscos.
La poncella de la flor conté aigua i les flors mateixes també acumulen aigua i rosada després de les pluges. Així aquests arbres atreuen ocells com colibrís, especialment l'Anthracothorax nigricollis, Florisuga fusca, o Hylocharis chrysura. Els megalèmids fan llurs nius en forats del tronc.
El nom genèric prové del grec antic σπαθη (beina) i οιδα (oida) el calze de la flor.

## Galeria

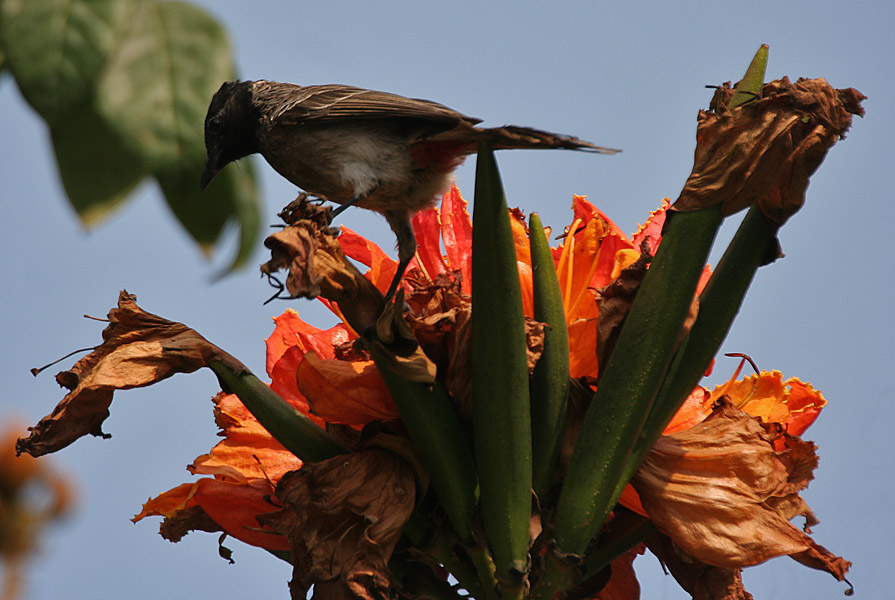
Pycnonotus cafer alimentant-se i flors de Spathodea a Kinnerasani Wildlife Sanctuary (Andhra Pradesh, Índia)
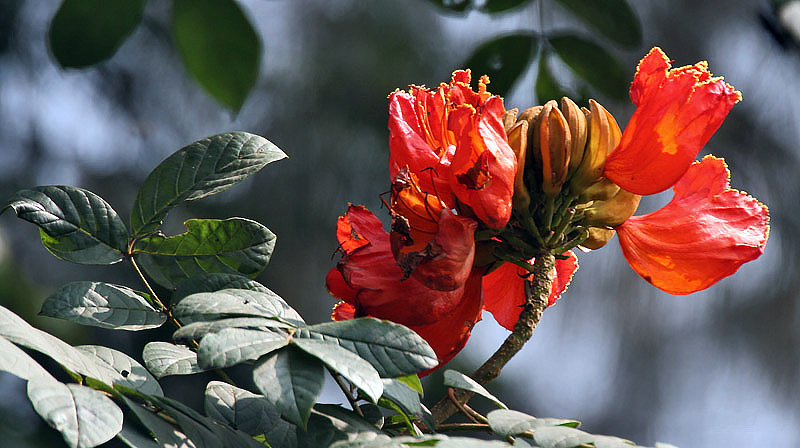
Flors
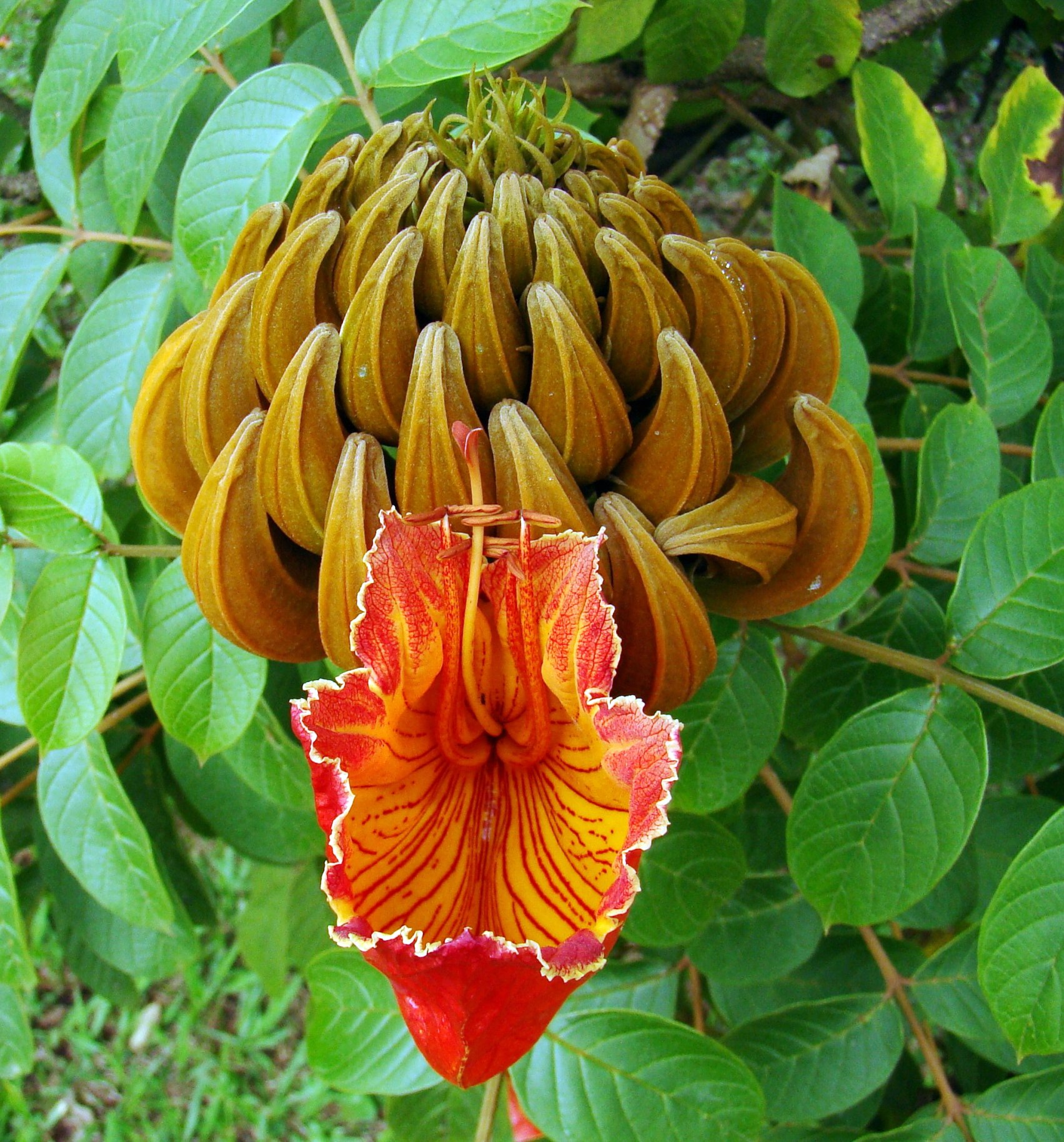
Spathodea; flor i poncelles a Sao Paulo
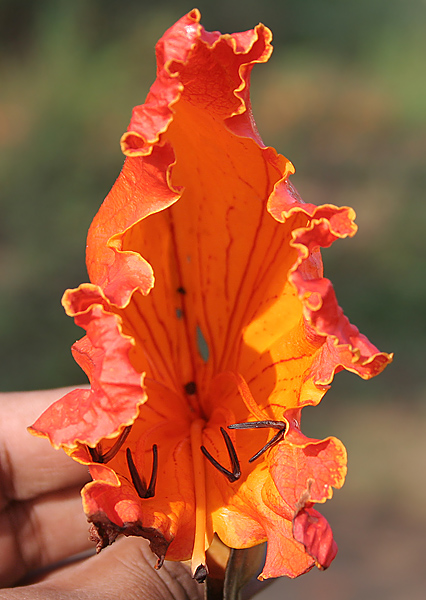
Spathodea; flor a Narshapur, a la vora de Hyderabad, Índia
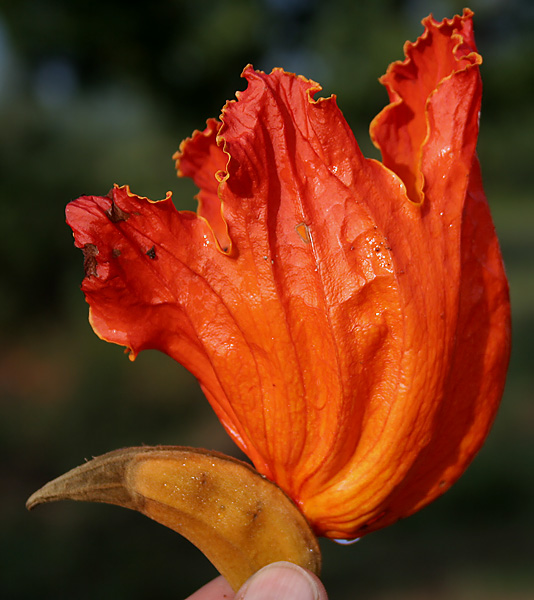
Flor a Narshapur
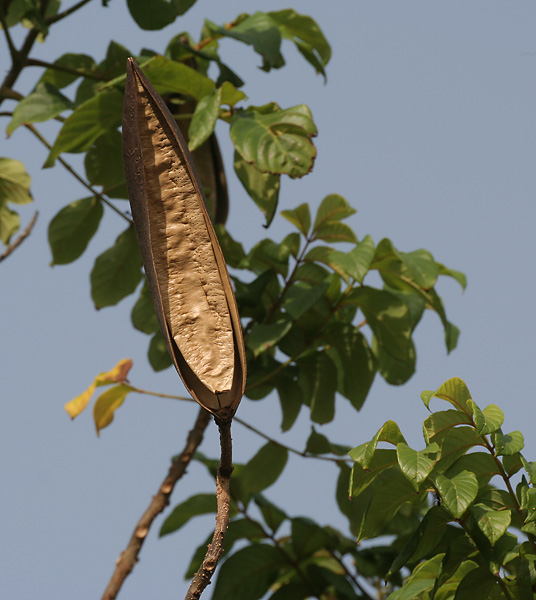
Spathodea; fruit a Hyderabad.
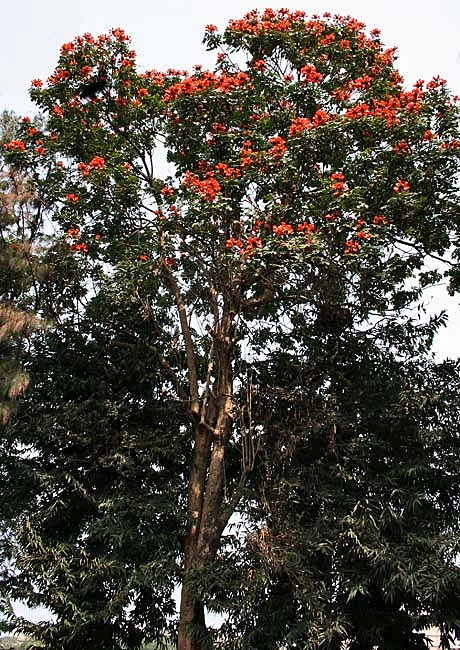
Arbre a Kolkata, West Bengal, Índia
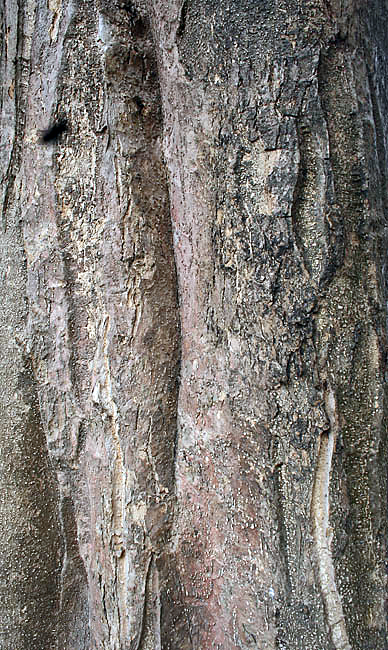
Escorça
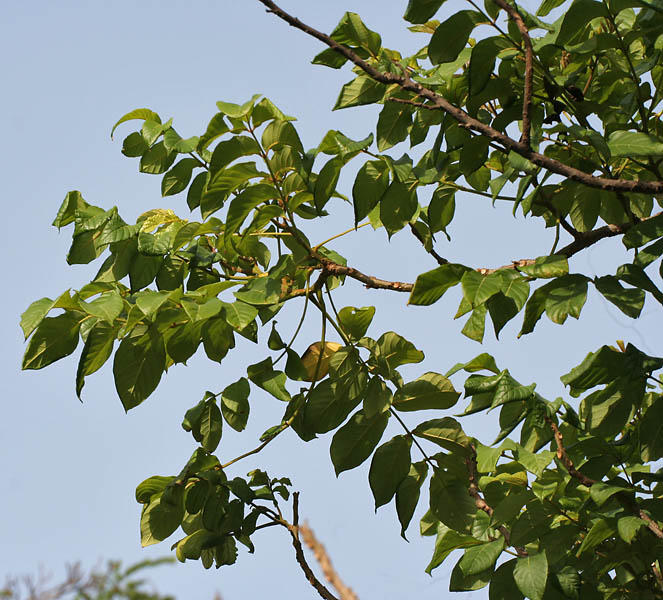
Spathodea; fulles
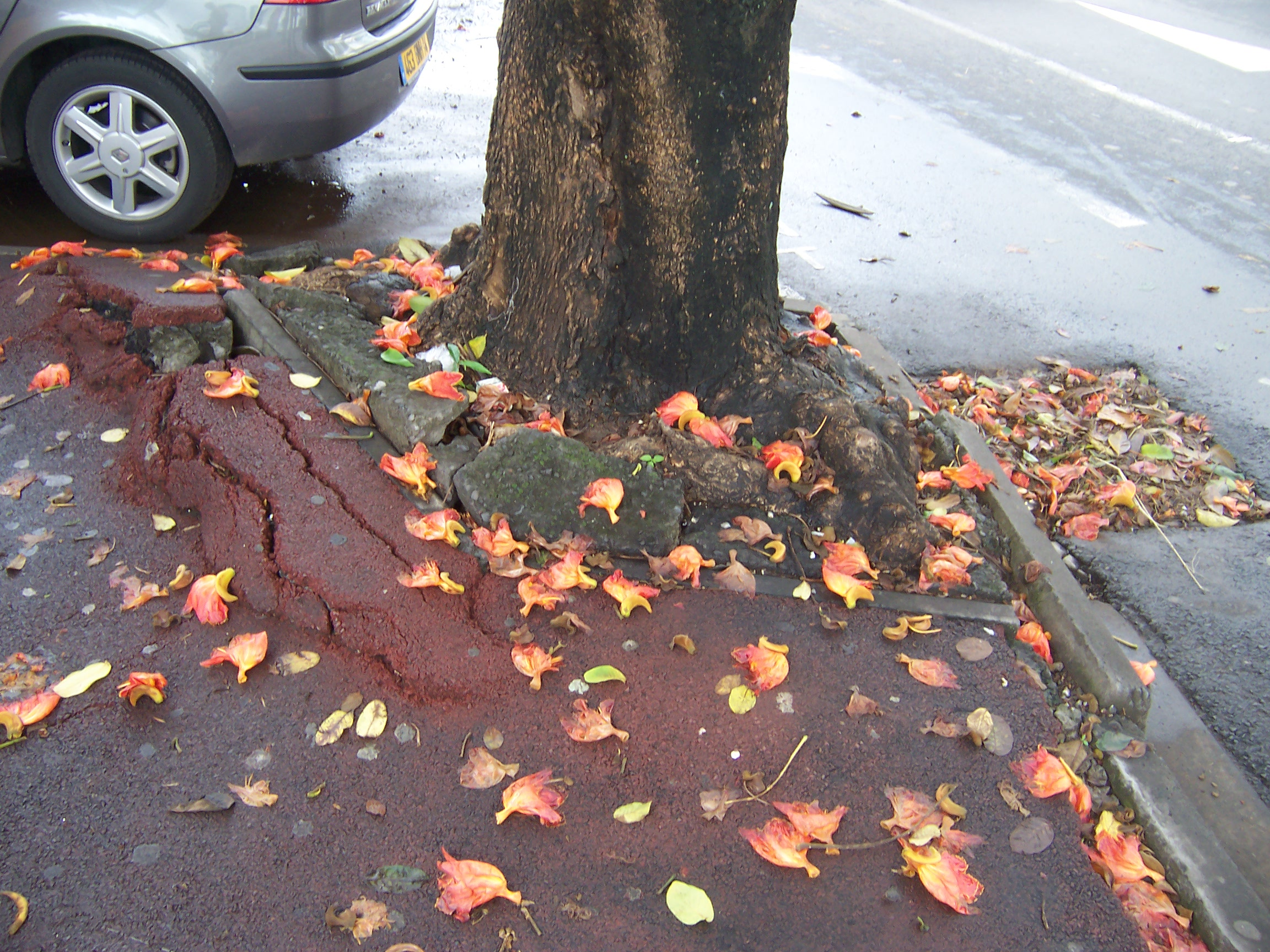
Base de l'arbre i flors caigudes
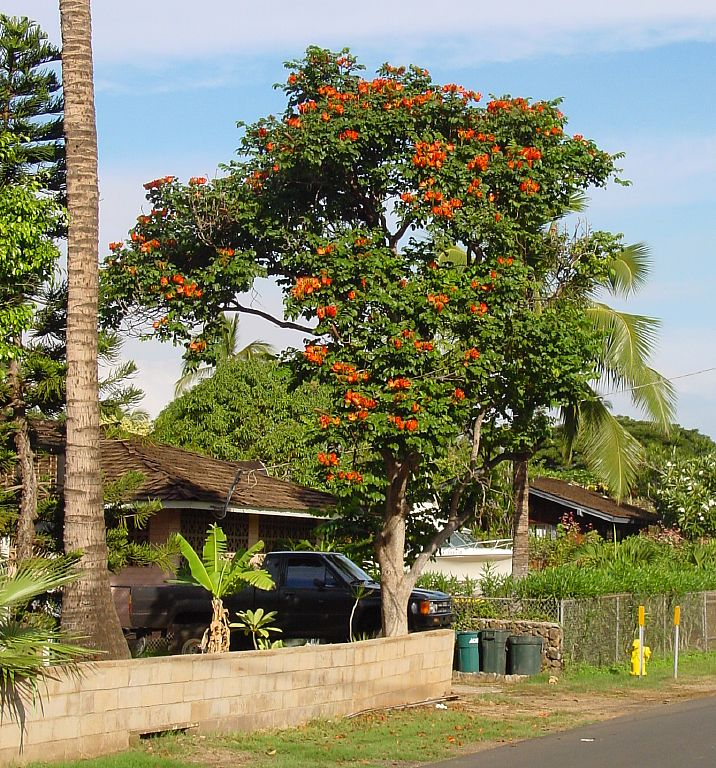
Aspecte de l'arbre
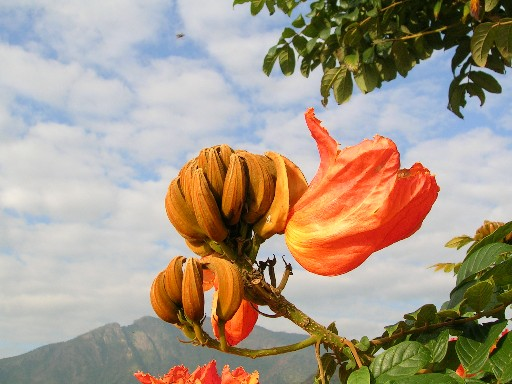
Flors
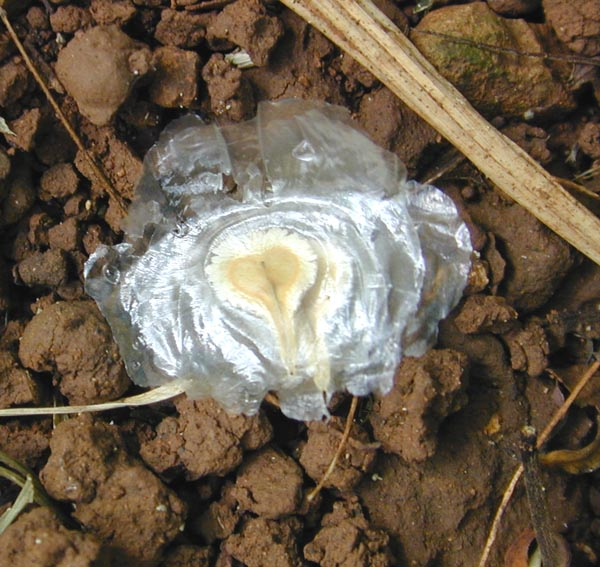
Llavor